# 1962年アジア競技大会
1962年アジア競技大会(1962ねんアジアきょうぎたいかい、IV Asian Games Jakarta 1962)は1962年8月24日から9月4日までインドネシアの首都・ジャカルタで行われたアジア競技大会。

## 概要
17カ国、1527人の選手が参加したが、アラブ諸国と中華人民共和国との連携強化を図るインドネシア政府が、本来は参加資格を有するイスラエルと中華民国の代表団に対してビザを発給せず事実上の参加拒否を行うという事態が生じた。
国際オリンピック委員会（IOC）、国際陸上競技連盟（IAAF）は参加資格がある国を拒否する大会は、正式な競技大会とは認めないと表明。インドネシア国内オリンピック委員会を、IOC加盟団体として資格停止にした。これに対してインドネシア国内オリンピック委員会はIOCからの脱退を表明（しかし実際には脱退せず1964年6月に復帰）。国際ウエイトリフティング連盟（IWF）も、この大会を強行すれば東京オリンピックへの出場を停止すると通告し、最終的にはウエイトリフティングの競技が中止となった。
この問題から、インドネシアは共産圏諸国と同調し1963年11月の新興国競技大会（GANEFO）開催へとつながってゆく。
日本は参加するかどうかで苦慮したが、インドネシアの対日感情の悪化を危惧して全競技に参加した。ただし、その責任を取って津島壽一が日本体育協会会長・日本オリンピック委員会（JOC）会長・東京オリンピック組織委員会会長を、田畑政治が日本オリンピック委員会（JOC）総務主事を辞任した。
バドミントン競技が初実施された。

## 参加国・地域
- アフガニスタン (11)
- ビルマ (31)
- カンボジア (74)
- セイロン (32)
- 香港	 (54)
- インド (74)
- インドネシア (285)
- 日本 (210)
- マラヤ連邦 (121)
- 北ボルネオ (2)
- パキスタン (76)
- フィリピン (173)
- サラワク (7)
- シンガポール (94)
- 韓国 (137)
- 南ベトナム (37)
- タイ (127)

### 参加国・地域人数
| IOC | 参加国・地域 | 人数 |
| --- | ------------ | ---- |

## 実施競技
- 陸上競技（詳細）
- バドミントン
- バスケットボール（詳細）
- ボクシング
- 自転車競技
- 飛込競技
- サッカー（詳細）
- ホッケー
- 射撃
- 水泳
- 卓球
- テニス
- バレーボール
- 水球
- レスリング

エキシビション
- アーチェリー

## 各国・地域の獲得メダル数
| 順 | 国・地域       | 金  | 銀  | 銅  | 計  |
| -- | -------------- | --- | --- | --- | --- |
| 1  | 日本           | 73  | 65  | 23  | 161 |
| 2  | インドネシア   | 21  | 26  | 30  | 77  |
| 3  | インド         | 10  | 13  | 27  | 52  |
| 4  | フィリピン     | 7   | 4   | 16  | 27  |
| 5  | 韓国           | 4   | 9   | 10  | 23  |
| 6  | パキスタン     | 3   | 4   | 4   | 11  |
| 7  | タイ           | 2   | 5   | 5   | 12  |
| 8  | マレーシア     | 2   | 3   | 5   | 10  |
| 9  | ビルマ連邦     | 2   | 1   | 7   | 10  |
| 10 | シンガポール   | 1   | 0   | 1   | 2   |
| 11 | セイロン       | 0   | 1   | 2   | 3   |
| 12 | イギリス領香港 | 0   | 0   | 1   | 1   |
|    | 合計           | 113 | 103 | 108 | 324 |